# Семёнов, Фёдор Георгиевич
Фёдор Гео́ргиевич Семёнов (26 декабря 1918 — 19 октября 1944) — советский офицер, помощник командира 240-го истребительного авиационного полка 302-й истребительной авиационной дивизии 4-го истребительного авиационного корпуса 5-й воздушной армии Степного фронта. Герой Советского Союза (04.02.1944), Гвардии капитан.

## Биография
Родился в деревне Ново-Лаврово Воскресенского района Воронежской области (ныне урочище Новолаврово Данковского района Липецкой области) в семье крестьянина. Получил неполное среднее образование. С 1938 года — в составе Красной Армии. В 1940 году окончил Борисоглебскую военно-авиационную школу.
С июня 1941 года — участник Великой Отечественной войны. К сентябрю 1943 года капитан Фёдор Семёнов в 340 успешных вылетах уничтожил 15 самолётов врага (восемь лично, четыре в группе и три на аэродромах). За эти подвиги представлен к званию Героя Советского Союза.

Указом Президиума Верховного Совета СССР «О присвоении звания Героя Советского Союза офицерскому составу военно-воздушных сил Красной Армии» от 4 февраля 1944 года за «образцовое выполнение боевых заданий командования на фронте борьбы с немецкими захватчиками и проявленные при этом отвагу и геройство» удостоен звания Героя Советского Союза с вручением ордена Ленина и медали «Золотая Звезда».

В воздушном бою 19 октября 1944 года был сбит. Лётчик выжил, но попал в плен, где был расстрелян за отказ от сотрудничества.
Маршал Кожедуб И. Н.:

«… Друзья сообщали, что в разгаре наступательной операции войск Второго Украинского фронта под Дебреценом в бою сбит Федор Семенов. … Не верилось, что мог погибнуть такой опытный и хладнокровный летчик, воевавший с первого дня войны. …Много времени спустя я узнал, что Федор Семенов выбросился с парашютом, но попал в расположение врага. Очевидцы, освобожденные из фашистского плена, рассказывали о том, как мужественно держался Федор Семенов. Он не позволил фашистам сорвать с него Золотую Звезду и ордена. Ни посулами, ни пытками гитлеровцам не удалось заставить его дать нужные им показания. Фашисты расстреляли Федора Семенова за несколько дней до окончательной нашей победы. Вечно будет жить в моей памяти его образ».

К моменту гибели Фёдор Семёнов выполнил около 500 боевых вылетов, провёл свыше 50 воздушных боёв, сбил 12 самолётов противника лично и 4 в группе.

## Награды
- Медаль «Золотая Звезда» Героя Советского Союза (04.02.1944, медаль № 1473);
- орден Ленина (04.02.1944);
- два ордена Красного Знамени.